# Gerben Löwik
Gerben Löwik (né le 29 juin 1977 à Vriezenveen) est un coureur cycliste néerlandais, professionnel entre 2000 et 2010. 

## Biographie
Après deux premières années professionnelles discrètes chez Farm Frites puis Rabobank, il remporte ses premiers succès en 2003 sous le maillot de la Bankgiroloterij, dont notamment le Ster Elektrotoer. Après un passage chez Chocolade Jacques-Wincor Nixdorf, avec laquelle il remporte le Tour de la Région wallonne, puis par les équipes néerlandaises Rabobank et Vacansoleil. Il est membre de l'équipe Omega Pharma-Lotto lors de la saison 2010, mais n'est pas conservé par la suite. Après avoir espéré trouver un nouvel employeur qui lui permettrait de prendre part aux championnats des Pays-Bas, disputés dans sa région, il décide d'arrêter sa carrière en juin 2011.

## Palmarès

### Palmarès amateur
- 1998
  - ZLM Tour
  - 5e du championnat d'Europe sur route espoirs
- 1999
  - 6e étape du Tour de Saxe

### Palmarès professionnel
- 2003
  - Grand Prix de la ville de Vilvorde
  - 2e étape du Tour d'Allemagne
  - Classement général du Ster Elektrotoer
  - Circuit franco-belge :
    - Classement général
    - 1re étape

  - 3e du Trofeo Manacor
- 2004
  - Classement général du Tour de la Région wallonne
  - Tour du Nord des Pays-Bas (ex æquo avec 21 coureurs)
  - 3e de Kuurne-Bruxelles-Kuurne
  - 3e des Trois Jours de La Panne
  - 5e de la HEW Cyclassics

## Résultats sur les grands tours

### Tour de France
1 participation 
- 2005 : non-partant (14e étape)

### Tour d'Italie
1 participation 
- 2008 : 116e

### Tour d'Espagne
1 participation 
- 2000 : 117e